# Chrysosplenium valdivicum
Chrysosplenium valdivicum là một loài thực vật có hoa trong họ Saxifragaceae. Loài này được Hook. miêu tả khoa học đầu tiên năm 1842.